# آدریان آیمز
آدریان آیمز (انگلیسی: Adrian Aymes؛ زادهٔ ۴ ژوئن ۱۹۶۴) بازیکن کریکت، بازیکن فوتبال، و سرمربی (فوتبال) اهل بریتانیا است.